# Anglerne Annelus
Anglerne « Angie » Annelus (née le 10 janvier 1997 à Grandview) est une athlète américaine spécialiste des épreuves de sprint.

## Biographie
Étudiante à l'Université de Californie du Sud, elle remporte le titre du 200 mètres lors des championnats NCAA, le 9 juin 2018. Elle conserve son titre le 8 juin 2019, à Austin, devant sa compatriote Sha'Carri Richardson, en portant son record personnel à 22 s 16. Lors de ces championnats, elle est aussi titrée au relais 4 x 100 mètres. Le 28 juillet 2019, elle se classe troisième des championnats des États-Unis et obtient sa qualification pour les championnats du monde. À Doha, elle termine au pied du podium du 200 m en 22 s 59.